# 색온도

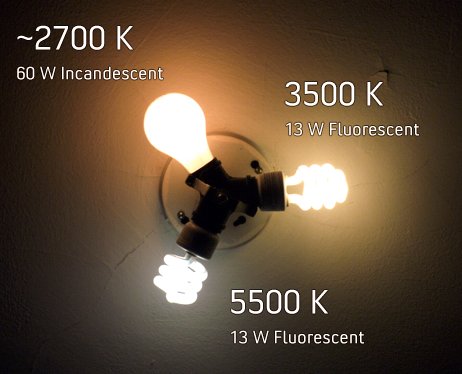
램프 조명에 따른 색온도

색온도(色溫度, 영어: Color temperature)는 광원의 색을 절대온도를 이용해 숫자로 표시한 것이다. 붉은색 계통의 광원일수록 색온도가 낮고, 푸른색 계통의 광원일수록 색온도가 높다. 온도는 전통적으로 절대 온도 단위인 켈빈을 사용한다. 색온도는 플랑크 법칙과 빈의 변위법칙과 관련되어 있다. 실제 조명등에서는 흑체복사가 이루어지지 않으므로 CIE색도표 상의 근사값인 상관색온도(Correlated Color Temperature)를 사용한다.

## 사진술
사진술에서 색온도는 일반적으로 색조화(화이트 밸런스라고도 한다)를 조절하기 위하여 주로 사용한다. 카메라에서 측광센서를 통해서 인지하는 색상의 균형은 회색 명도 18%를 기준값으로 사용하며, 이에 따라서 노출과 색조화를 동시에 인지할 수 있다. 기준점을 설정하는 기능이기 때문에, 기준 색온도를 낮게 설정하면 사진의 톤은 푸른색으로 변화하고, 기준 색온도를 높게 설정하면 사진의 톤이 붉은색으로 변화한다. 색조화에서는 색온도 뿐만 아니라 색조(틴트라고도 한다.)를 조절하여 보다 정확한 색을 설정한다.

## 같이 보기
- 색조화
- 유효온도
- 발광효율